# Carex lacistoma
Carex lacistoma är en halvgräsart som beskrevs av Robert Brown. Carex lacistoma ingår i släktet starrar, och familjen halvgräs.
Artens utbredningsområde är New South Wales. Inga underarter finns listade i Catalogue of Life.